# ワーナー・ミュージック・グループ
ワーナー・ミュージック・グループ（Warner Music Group、略称：WMG、NASDAQ：WMG）は、アメリカ合衆国のレコード会社。ユニバーサルミュージック、ソニー・ミュージックエンタテインメントと共に、世界3大レーベルのひとつである。

## 概要
ワーナー・コミュニケーションズ（現：ワーナー・ブラザース・ディスカバリー）傘下のワーナー・ブラザース、エレクトラ、アトランティックの3つのレコード会社の配給網として、主要レーベルの頭文字を取った“WEA”が設立されたことから、当初ワーナー・コミュニケーションズの音楽部門全体のこともWEAと呼んでいた。しかし、1990年代中盤にディスク製造部門が切り離されてから、残った音楽制作部門と音楽出版部門を総称して、ワーナー・ミュージック・グループという名称が使われるようになった。
タイム・ワーナーは、AOLとの合併以降、AOLの業績低迷から来る財務体質の悪化に苦しんでいたが、これを改善するため、2004年にワーナー・ミュージック・グループを投資家グループに売却した。従って、現在は、ワーナー・ミュージック・グループにワーナーメディアとの資本関係はない。
日本では、同社の音楽作品はワーナーミュージック・ジャパンから発売されている。

## 沿革
- 1947年 アトランティック・レコード設立。
- 1950年 エレクトラ・レコード設立。
- 1958年 映画会社ワーナー・ブラザースが音楽子会社ワーナー・ブラザース・レコードを設立。
- 1967年 ワーナー・ブラザースがセブンアーツと合併し、ワーナー・セブンアーツと改名。
- 1967年 ワーナー・セブンアーツがアトランティック・レコードを買収。
- 1969年 キニー・コーポレーションがワーナー・セブンアーツを買収。
- 1970年 キニー・コーポレーションがエレクトラ・レコード及びそのサブ・レーベルのノンサッチ・レコードを買収。キニーはワーナー・コミュニケーションズに改名。
- 1989年 ワーナー・コミュニケーションズと出版社タイムが合併し、タイム・ワーナーに改名。
- 2001年 タイム・ワーナーとAOLが合併し、AOLタイム・ワーナーに改名。
- 2003年 社名をタイム・ワーナーに戻す。
- 2004年 タイム・ワーナーが音楽部門を投資家グループに売却。CEOには元ユニバーサルミュージックのエドガー・ブロンフマン・ジュニアが着任。これに伴い大きく改編が行われ、ワーナー・ブラザース・レコードのジャズ部門は閉鎖し、エレクトラもアトランティックに吸収され活動を休止。
- 2011年 5月6日 ワーナー・ミュージック・グループは、2004年から2007年まで同社役員会メンバーで取締役だったレン・ブラバトニクが代表を務める米複合企業アクセス・インダストリーズ（英語版）社による約33億米ドルの買収を受け入れることで合意した。
- 2013年 2月7日 ユニバーサルミュージックから、EMIレコードの主要部門であるパーロフォン・レーベル・グループを買収する。[1]

## 主なレーベル
アメリカ合衆国を中心として構成

### アトランティック・レコード・グループ
The Atlantic Records Group
- 143 レコード 143 Records（1994年にデヴィッド・フォスターにより創設）
- アトランティック・レコード Atlantic Records（1947年にR&Bのレーベルとして創設）
- バッド・ボーイズ・レコード Bad Boy Records（1993年にヒップ・ホップのレーベルとしてショーン・コムズにより創設）
- エレクトラ・レコード Elektra Records（1950年にジャック・ホルツマンによりフォーク・ミュージックのレーベルとして創設）
- Lava Records
- ロードランナー・レコード Roadrunner Records（1980年にケース・ウェッセルズによりヘヴィメタル系のレーベルとして創設）

### インデペンデント・レーベル・グループ
Independent Label Group
- アサイラム・レコード Asylum Records（1971年デヴィッド・ゲフィンにより創設）
- イースト・ウェスト・レコード East West Records（1955年に創設）
  - Adeline Records
  - Better Looking Records
  - The Bevonshire Label
  - Broken English
  - Floodgate Records
  - Liberty & Lament
  - Montalban Hotel
  - One Eleven Records
  - Perfect Game Recording Co.
  - Tent Show
  - Triple Crown Records
  - Volcom Entertainment
  - We Put Out Records

### ライノ・エンタテインメント・カンパニー
Rhino Entertainment Company
- アトコ・レコード Atco Records（アトランティックのサブ・レーベルとして1951年に発足、1991年にイースト・ウェストと合併の後に活動を休止、2006年に活動を再開）
- ライノ・レコード Rhino Records（再発を主とする）
- Rhino Handmade
- Rhino Home Video
- Warner Custom Products
- Warner Music Group Soundtracks
- WMG Film, Television & Commercial Licensing

### ライコ・コーポレーション
Ryko Corporation 
- Rykodisc
- Ryko Distribution
- Cordless Recordings

### ワーナー・レコード
- ワーナー・レコード Warner Records（1958年にワーナー・ブラザースにより開始、2019年ワーナー・レコードに改称[2]）
- ブラックスミス・レコーズ Blacksmith Records（2005年にタリブ・クウェリにより創設）
- マヴェリック・レコーズ　Maverick Records（1991年マドンナにより創設）
- ノンサッチ・レコード Nonesuch Records（ワールド・ミュージックのパイオニアとして知られる）
- リプリーズ・レコード Reprise Records（1960年フランク・シナトラにより創設）
- サイアー・レコード Sire Records（1966年にシーモア・スタインにより創設）
- ペイズリー・パーク　Paisley Park Records（1985年にプリンスにより創設、現在は閉鎖）
- ダック Duck Records（1983年にエリック・クラプトンがワーナーへ移籍とともに設立、現在は閉鎖）
- Warner Jazz（現在は閉鎖、ジャズ部門はノンサッチを主としている）
  - ディスカバリー・レコード Discovery Records（現在は閉鎖）
- Word Entertainment
  - Word Label Group 
    - Word Records（1951年にクリスチャン・ミュージック・グループにより創設）
    - Squint Entertainment

  - Word Publishing
  - Word Distribution
  - Word Music

### WEAインターナショナル
WEA International Inc. 
 オーストラリアや日本他、ヨーロッパ各国を配給。
- Warner Music Australia
- ワーナーミュージック・ジャパン Warner Music Japan Inc.
- Warner Music Korea
- Warner Music UK
  - Warner Records UK
  - Atlantic Records UK
  - London Recordings（元は米国デッカより）
  - 679 Artists
- Gallo Record Company（南ア最大のレーベル）
- Warner Strategic Marketing (warner.esp)

### オルタナティヴ・ディストリビューション・アライアンス
オルタナティヴ・ディストリビューション・アライアンスを通してのWMGによる配給レーベル 
 Labels distributed by Warner Music Group through Alternative Distribution Alliance
- Chiyun Records
- Vice Records
- Lightyear Entertainment
- サブ・ポップ Sub Pop
- ウォータータワー・ミュージック WaterTower Music（ワーナー・ブラザースのレーベル）
- Green label records
- SaraBellum Records
- VMG Recordings
- Teleprompt Records
- Rhymesayers Entertainment